# Turț
Turț es una comuna ubicada en el distrito de Satu Mare, Rumania.

## Superficie
Posee una superficie de 81,85 kilómetros cuadrados.

## Demografía
Hasta 2021 la población era de 7936 habitantes, con una densidad de población de 96,96 habitantes por kilómetro cuadrado.